# فيليب ستارك
فيليب ستارك هو مهندس معماري ومصمم فرنسي ولد في 18 يناير 1949. اشتهر بتصميماته المتنوعة، بما في ذلك التصميم الداخلي، والهندسة المعمارية، والأدوات المنزلية، والأثاث، والقوارب، وغيرها من المركبات. صُنعت أشهر أعماله في ثمانينيات وتسعينيات القرن العشرين. ويُعتبر من رواد التصميم الديمقراطي، وسعى إلى تقديم أفضل خدمة ممكنة باستخدام أقل قدر من المواد، بهدف تحسين حياة المستخدم.